# خليل البناني

## خليل أحمد البناني
( درنة 10 مارس 1920 - طرابلس 6 أبريل 1993 ) وكيل الديوان الملكي الليبي في عهد الملك إدريس السنوسي 1954 و من ثم عين محافظ مصرف ليبيا المركزي منذ 27 مارس 1961 و حتى انقلاب سبتمبر 1969 خلفا للدكتور علي العنيزي في عهد خليل البناني كمحافظ مصرف ليبيا المركزي و نائبه جمعة المزوغي أشارا على رئيس الحكومة وقتها محمد عثمان الصيد بجعل الجنيه الليبي مستقلا عن الجنيه الإسترليني .

## حياته و تعليمه:
ولد في درنة 10 مارس 1920 والده الشيخ أحمد كان عميدا لبلدية درنة درس في مدارس المدينة و أتقن المحادثة باللغتين الإنجليزية والإيطالية كما كان له نشاط رياضي و ثقافي في فرع جمعية عمر المختار بمدينة درنة اعتقل بعد انقلاب 1969 ثم أفرج عنه في شهر مارس 1970 و بعدها لم يتولى أي منصب سياسي أو إداري في عهد الجمهورية الليبية أو الجماهيرية حتى وافته المنية في طرابلس يوم السادس من إبريل 1993 و شيع إلى مثواه الأخير في مقبرة الصحابي المنيذر الإفريقي بالعاصمة طرابلس .

## إنجازاته كمحافظ لمصرف ليبيا المركزي:
- اقترح رفقة نائبه جمعة المزوغي على رئيس الوزراء محمد عثمان الصيد فك الارتباط بين الجنيه الليبي والجنيه الإسترليني بعد أن توافرت كميات من الذهب تفوق ما كان يطبع آنذاك .
- تغيير اسم البنك الوطني الليبي إلى بنك ليبيا .
- إنشاء قسم الدراسات المصرفية في بنك ليبيا ( مصرف ليبيا المركزي لاحقا ) .
- تلييب ( تعيين الكفاءات الليبية ) بالجهاز الإداري بمصرف ليبيا المركزي .
- إصدار قانون البنوك رقم 4 لسنة 1963 و الذي نصت إحدى مواده على أن يكون بنك ليبيا هو الاسم الرسمي بدلا من البنك الوطني الليبي .
- في عهده تم تلييب البنوك الأجنبية و تشجيع القطاع الخاص على إنشاء بنوك تجارية ليبية .

## المناصب التي تولاها:
- تولى نظارتا التعليم و الصحة في ولاية برقة .
- في 18 ديسمبر 1954 صدر أمر ملكي بتعيينه وكيلا لديوان المملكة الليبية خلفا لفتحي العابدية .
- في 27 مارس 1961 صدر مرسوم ملكي بتعيينه محافظا للبنك الوطني الليبي ( مصرف ليبيا المركزي لاحقا ) .